# Mirandolina
Mirandolina, H. 346, je opera skladatele Bohuslava Martinů na vlastní libreto, zkomponovaná v letech 1953–1954.
Martinů složil Mirandolinu pro Guggenheimovu nadaci při svém pobytu v Nice. Kvůli tomu, že nemohl najít vhodného libretistu, zpracoval sám předlohu Carla Goldoniho La Locandiera (česky uváděná jako Mirandolína), a to původní italský text, což ho zdržovalo při kompozici.
Původní odmítavé stanovisko dramaturgů, že je dílo „těžké“, Martinů nechápal. Nakonec se premiéra konala v provedení souboru Národního divadla v Praze na scéně tehdejšího Smetanova divadla (nyní Státní opera Praha), ale vinou problémů s nakladatelem až 17. května 1959 pod řízením dirigenta Václava Kašlíka. Autorem českého překladu libreta byl Rudolf Vonásek.

## Děj

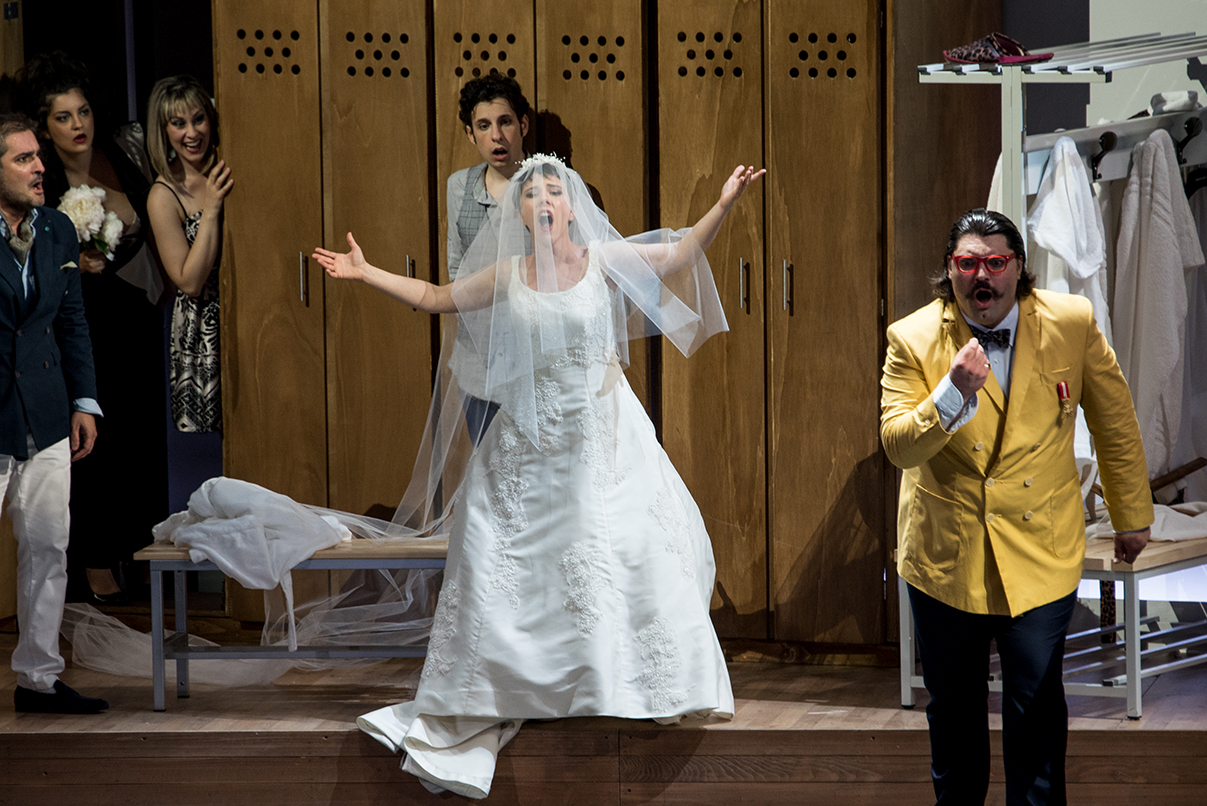
Fotografie z uvedení Mirandoliny v divadle La Fenice v roce 2016.

Po představení postav (markýze di Forlimpopoli, hraběte d'Albafiorita a rytíře di Ripafrattta – a titulní postavy, hostinské Mirandoliny) se rozbíhá děj, v němž hrabě stojí o hostinskou, zatímco ta chystá pomstu přezíravému rytíři, v čemž jí má pomáhat i její služebník Fabrizio. Ve druhém jednání pomáhají zaplést léčku Mirandolině i dvě herečky, které se vydávají za vznešené dámy. Rytíř propadá lásce k Mirandolině.
Mezihru před třetím, posledním jednáním tvoří často samostatně provozované Saltarello. Rytíř zoufale žárlí na Mirandolinu, do které se ale zamilovali i oba další šlechtici. Celý příběh rozplétá až Mirandolina, která přede všemi nabídne manželství zamilovanému Fabriziovi.

## Osoby
| Markýz di Forlimpopoli   | bas    |
| Hrabě d’Albafiorita      | tenor  |
| Mirandolina, hostinská   | soprán |
| Fabrizio, její služebník | tenor  |
| Rytíř di Ripafratta      | bas    |
| Ortensia, herečka        | soprán |
| Dejanira, herečka        | alt    |